# Seznam makedonskih generalov
Seznam makedonskih generalov.

## A
Jovan Andrevski - 
Mihajlo Apostolski - Mile Apostolski - Mile Arnautovski - Mitre Arsovski - Stojan Asprovski - Tošo Atanasovski

## B
Dragoljub Bocinov - Gjorgji Bojadžiev -  

## Č
Boro Čaušev - (Boro Čuškar)

## D
Aleksa Demnievski -
Petar Dimitrievski - Ivan Dojčinov-Španec?

## F
Mile Filipovski -

## G
Vasko Gjurčinovski

## K
Vasko Karangeleski - Gorančo Koteski -
Metodije Kotevski -
Trajče Krstevski -

## M
Janakie Manasievski - 
Mile Manolev - Kiril Mihajlovski-Grujica - Tihomir Miloševski - Angel Mojsovski

## O
Branko Obradović -

## P
Petar Pepeljugovski - Dane Petkovski - Pande Petrovski -
Boro Pockov-Mirko - 
Dako Puač -

## R
Beno (Isak) Ruso -

## S
Kuzman Smileski (kontraadmiral JVM!) - Metodi Stamboliski -
Blagoje Stevkovski - 
Miroslav Stojanovski -

## Š
Tihomir Šareski - 

## U
Cvetko Uzunovski - 

## V
Metodija Veličkovski